# Boronia thujona
Boronia thujona är en vinruteväxtart som beskrevs av Penfold & Welch. Boronia thujona ingår i släktet Boronia och familjen vinruteväxter. Inga underarter finns listade i Catalogue of Life.